# Бухарски канат
Бухарски канат (перс. خانات بخارا;  узб. Buxoro Xonligi) била је узбечка држава од друге половине 16. до краја 18. века у средњој Азији (Туркестану). Канат се простирао на територијама данашњег Узбекистана, Таџикистана, Туркменистана, Казахстана, Киргистана, Авганистана, Ирана и Кине. Држава је највећи утицај имала за време претпоследњег владара династије Шејбанида, Абдулах-кана II (1577—1598).
У 17. и 18. веку, канатом је владала Џанидска династија (Астраханиди или Токај Тимуриди). Они су били последњи џингисидски потомци који су владали Бухаром. Године 1740, канат је освојио је Надер Шах, ирански шах. Након његове смрти 1747. године, канат су контролисали неџингисидски потомци узбекистанског емира Худајара Бија, преко премијерског положаја аталика. Године 1785, његов потомак, Шах Мурад, формализовао је династичку власт породице (династија Мангит), а канат је постао Емират Бухара. Мангити нису били џингисиди и узели су исламску титулу емира уместо кана, јер њихов легитимитет није био заснован на пореклу од Џингис-кана.

## Абул-Кајридска династија

### Успон Мухамеда Шибанија
Прва династија која је управљала канатом била је династија Абул-Кајрид, која је владала од 1500. до 1598. Они су били огранак Шибанида и тврдили су да потичу од Џингис-кана преко његовог сина Џочија. Предак владајућих Абул-Кајрида, Абул Кајр Кан, основао је царство које се до његове смрти 1469. године протезало од Сибира до реке Сир Дарје. Он је контролисао градове Сигнак, Сузак, Аркук, Узгенд и Јаси дуж Сир Дарје. Међутим, узбекистанска племена су остала номадска, водећи живот у степи, и Абул Кајр Кан није имао интереса да освоји земље Трансоксијане или Хорасанa. Након његове смрти, његово царство се распало на мање делове предвођене султанима и племенским поглаваримама. Једну од ових јединица предводио је Мухамед Шибани, Абул Кајров унук. Он је био добро образован, имао је велики војнички интелект и желео је да за себе освоји седелачке земље Маваранахра.
Током 1490-их Мухамед Шибани је прошао кроз Централну Азију и освојио Самарканд, Бухару, Ташкент и Андижан од 1500. до 1503. године. Један од његових најжешћих непријатеља био је Захир уд-Дин Мухамед Бабур, тимуридски принц Фергане. Он је успео да накратко заузме Самарканд од Мухамеда Шибанија, а покушао је у још два наврата да га заузме. Прекретница у сукобу између њих двојице била је битка код Сари Пула у пролеће 1501. године, која је резултирала Бабуровим поразом.
Године 1505, Мухамед Шибани је заузео Ургенч после 10-месечне опсаде, што је резултирало анексијом Хоразма. Владар Херата, султан Хусејн Бајкара, покушао је да покрене кампању на Трансоксијану, али  није успео. Када је одлучио да изађе на терен, више није био способан да води војску. Умро је 1506. године, а наследила су га његова два сина (Бади ал-Заман Мирза и Музафар Хусаин Мирза). Упркос њиховим разликама, они су се сложили да заједно воде војску против Узбека. Окупили су своје снаге дуж реке Мургаб, удруживши се са Бабуром да би сломили Мухамеда Шибанија. Године 1506, Шибани је заузео Балх, а савезничке тимуридске снаге су се саме распале. Коначно 1507. године успео је да заузме Херат и осталу тимуридску земљу. У то време он је протерао Тимуриде из Кундуза, Балха, Хорасана, Харезма и других региона и укључио их у своје царство.
Међутим, шах Исмаил I из новооснованог Сафавидског царства, желећи да за себе освоји тимуридску земљу и разјарен Шибанијевим непоколебљивим сунизмом, напао је Хорасан и убио Мохамеда Шибанија изван града Мерва 1510. године. Иран је освојио Хорасан и Хваразм, а Самарканд је накратко потпао под Бабура 1512. године. Међутим, он није могао да утврди своје присуство тамо за дуго и убрзо су Узбеци могли да поврате своју изгубљену територију. С дриге стране, Хваразм је трајно постао независан, поставши канат Хива. Њиме су владали Арабшахиди, друга грана Шибанида. Хваразм је накратко освојио Убајдулах Кан (1533—1539), али убрзо након тога поново постао независан.

## Џанидска династија
Џанидска династија (потомци Астраханида) владала је канатом од 1599. до 1747. Јар Мухамед и његова породица су побегли из Астрахана након што је пао под Русе. Имао је сина по имену Јани Мухамед, који је имао два сина по имену Баки Мухамад и Вали Мухамад Кан од своје жене, која је била ћерка последњег шејбанидског владара.
Син Дин Мухамеда Султана - Баки Мухамед Кан 1599. године победио је Пир Мухамед Кана II, који је изгубио ауторитет. Постао је прави оснивач нове династије Џанида или Аштарканида у Бухарском канату (1599—1756). Баки Мухамед Кан је, упркос својој краткој владавини, спровео административне, пореске и војне реформе у земљи, што је допринело њеном даљем развоју. Издавао је кованице са натписом Баки Мухамад Бахадуркан и именима прва четири халифа.

## Списак владара

### Џаниди
- Баки Мухамед Кан (1599–1605)
- Вали Мухамед Кан (1605–1611)
- Имам Кули Кан (1611–1642)
- Надр Мухамед Кан (1642–1645)
- Абд ал-Азиз Кан (1645–1680)
- Субан Кули Кан (1680–1702)[14][15][16]
- Убајдула Кан (1702 – 18. март 1711)[17]
- Абул-Фаиз Кан (1711–1747)
- Мухамед Абд ал-Мумин (1747–1748)
- Мухамед Убајдула II (1748–1753, номинално)

### Мангити
- Мухамед Рахим (узурпатор), аталик (1753–1756), кан (1756–1758)
- Шир Гази (1758–?)
- Абул-Гази Кан (1758–1785)